# 長谷川億名
長谷川 億名（はせがわ よくな）は、新潟県在住の、日本の映画監督。

## 経歴
栃木県那須塩原市生まれ。
中学時代、ハーモニー・コリンの映画「ガンモ」を再生したテレビ画面を、ホームビデオカメラで撮影・カメラ内コラージュしたことをきっかけに、映像を作り始める。
2017年、第9回恵比寿映像祭において、日本零年シリーズの特集上映が行われる。
2019年、第69回ベルリン国際映画祭タレント部門に監督として招待。
2020年、飛鳥時代の伝承「海女の玉取り物語」に登場する海女と、葛飾北斎による江戸時代の春画「蛸と海女」の海女を同一人物として解釈した短編映画「海女の珠取り物語 -北斎の海女と蛸に基づいて The Pearl Diver's Tale - After Hokusai's Ama to Tako」を監督。
2020年頃から新潟県佐渡島で自主制作をしていた長編映画、『コスモ・コルプス（Cosmo Corpus)』を2025年に完成。

## 特徴
- 役者に友人を起用する。「イリュミナシオン」では、主演のKID FRESINOを一年間写真撮影した後、映画の制作を開始した。その際の写真が、「アセンション・リバー」にまとめられた。
- 初期作品はほとんどが多重映像、多重音声のサンプリングであり、既成作品や自らの過去作品を何度も再利用する。

## 人物
- スナップ撮影中の森山大道に偶然遭遇し、撮影されたことがある。その際の写真は、カルティエ現代美術財団の「DAIDO TOKYO」展などで展示された他、本人のプロフィール写真としても使用されている。[1][2]

## 作品

### 映像作品

#### 映画
- イリュミナシオン illuminations（2014）- 監督・撮影・脚本・編集
- デュアル・シティ Dual City（2015）- 監督・脚本・編集
- コスモ・コルプス Cosmo Corpus (2025) - 監督・撮影（共同）・脚本・編集（共同）

#### 短編映画
- 始祖鳥なんとかかんとかの死　第一章　鎖骨の消失　The last day of archaeopteryx  Chapter 1 the vanishment of clavicular（2005）
- 海女の珠取り物語 -北斎の海女と蛸に基づいて The Pearl Diver's Tale - After Hokusai's Ama to Tako (2020)
- 虚祀鼎  The Uncarved Block (2020) - 山井隆介との共同監督

#### ビデオ
- ポップ・グループ「Forces Of Oppression」 （2007）- 監督、撮影、編集
- DARKSIDE MIRRORS「TELEPHONE」（2007）- 監督、撮影、編集
- In Broken English「Time is a thief」（2008）- 監督、撮影、編集
- Milhaven「The east is red」（2008）- 監督、撮影、編集
- Susan Matthews「Splinters」（2008）- 監督、撮影、編集
- HTRK「Look Down the Line」（2009）- 監督、撮影、編集
- Stormy   (2010)  - 監督、撮影、編集
- Rahole   (2010)  - 監督、撮影、編集
- lloy「scaredy catty / New wave ver」 (2010)  - 監督、編集
- HTRK「Eat Yr Heart」（2011）- Fan video - 監督、編集
- Evade live documentary in Mush･room Macau (2016)  - 監督、撮影、編集
- Vessel「Paplu (Love That Moves the Sun)」(2019）- Fan video - 監督、CG制作

### 写真
- アセンション・リバー Ascension River（2013）

### テキスト
- Poetic Response For Barry Doupé （100 Amiga paintings、Wil Aballe Art Projects、2017）

### 書籍
- 67 eyes (SPACE CADET、2017）

### ミックス・テープ
- Amoeba（29:59 project、2017）

### 音楽アルバム withAI
- Central Game OSTF 1 (2024)
- 架空のゲーム (Kakuu no Game / Fictional Game） (2024) - ライナーノーツのみ現存
- THEOLOGIA (2024)
- 君の明晰夢 Kimi no Meiseki mu - A Lucid dream of you (2025)

## 展覧会
- CTM Festival Spectral Ghosts off the shelf（Kunstraum Kreuzberg/Bethanien、ベルリン、2012）[3]
- 第36回キヤノン写真新世紀展（東京都写真美術館、東京、2013）
- 第9回恵比寿映像祭 ＜マルチプルな未来＞ （東京都写真美術館、東京、2017）

## 受賞
- 2013年、第36回 キヤノン写真新世紀 入選（佐内正史選）。
- 2015年、第15回 ニッポン・コネクション（フランクフルト）、ニッポン・ヴィジョンズ審査員特別賞。
- 2020年、NorthWest Film Forum-Cadence 2020 "Wild Card" Honorable mention award